# サイーフ・アリー・カーン
サイーフ・アリー・カーン (Saif Ali Khan デーヴァナーガリー表記： सैफ़ अली ख़ान,  1970年8月16日 - ）はインドの映画俳優。

## 主な出演作品
- Yeh Dillagi (1994年)
- Dil Chahta Hai (2001年)
- たとえ明日が来なくても Kal Ho Naa Ho (2003年)
- レッド・マウンテン LOC Kargil (2003年)
- キル・マイ・ボーイフレンド Ek Hasina Thi (2004年)
- Hum Tum (2004年)
- Parineeta (2005年)
- Salaam Namaste (2005年)
- Being Cyrus (2006年)
- Omkara (2006年)
- Eklavya: The Royal Guard (2007年)
- Race (2008年)
- Tashan (2008年)
- Thoda Pyaar Thoda Magic (2008年)
- Roadside Romeo (2008年)
- Love Aaj Kal (2009年)
- Kurbaan (2009年)
- 留保制度 インドvsインド Aarakshan (2011年)
- エージェント・ヴィノッド 最強のスパイ Agent Vinod (2012年)
- Cocktail (2012年)
- Race 2 (2013年)
- インド・オブ・ザ・デッド Go Goa Gone (2013年)[1]
- Bullett Raja (2013年)
- Happy Ending (2014年)
- Phantom (2015年)
- ラングーン Rangoon (2017年)
- ヴィクラムとヴェーダ Vikram Vedha (2022年)
- デーヴァラ Devara: Part 1（2024年）